# کریوا بارا (استان مونتانا)
کریوا بارا (به بلغاری: Kriva bara) یک منطقهٔ مسکونی در بلغارستان است که در استان مونتانا واقع شده‌است. کریوا بارا ۲۶٬۸۱۸ کیلومتر مربع مساحت و ۱٬۰۷۹ نفر جمعیت دارد و ۶۸ متر بالاتر از سطح دریا واقع شده‌است.